# Virgil Donati
Pour les articles homonymes, voir Donati.
Virgil Donati (né le 22 octobre 1958 à Melbourne) est un batteur australien d'origine italienne.
Il commence la batterie à l'âge de 3 ans et joue dans le groupe de son père jusqu'à 6 ans, puis prend des cours dès 7 ans.
Il a joué dans le groupe Soul SirkUs, Loose Change, On The Virg avec l'album Serious Young Insects, Planet X, CAB, ainsi qu'avec Steve Vai et Allan Holdsworth. Il est considéré comme l'un des plus grands batteurs de rock progressif et est principalement connu pour son jeu de double grosse-caisse et sa technique très évoluée et compliquée. Très polyvalent, son jeu s'étend jusqu'au Jazz-Rock, notamment dans l'album "Just Add Water" avec Scott Henderson.
En 2007, il fait la tournée de Michel Polnareff.
Maintenant, il continue à jouer avec Billy Sheehan et Tony MacAlpine. Ce dernier participait également à la tournée de Michel Polnareff.
Virgil Donati utilise une batterie DW (Drum Workshop), des cymbales Sabian (séries HHX, saturation, HH et AA), des baguettes Vater et des peaux Remo.
Virgil Donati est également un excellent pianiste.